# 건축설계
건축설계, 건물설계, 빌딩 디자인(building design)은 건물의 설계에 대한 광범위한 건축, 엔지니어링 및 기술 응용이다. 모든 건축 프로젝트에는 일반적으로 면허가 있는 건축가인 건축 설계자의 서비스가 필요하다. 더 작고 덜 복잡한 프로젝트에는 종종 면허가 있는 전문가가 필요하지 않으며 이러한 프로젝트의 설계는 종종 건물 설계자, 설계자, 인테리어 디자이너(인테리어 설치 또는 개조용) 또는 계약자가 맡는다. 더 크고 복잡한 건물 프로젝트에는 일반적으로 건축가가 조정하는 전문 분야에서 훈련된 많은 전문가의 서비스가 필요하다.

## 관련 직업
- 건축가
- 건축공학자

## 같이 보기
- 설비관리
- 도시설계